# Réaction thérapeutique négative
La Réaction thérapeutique négative est décrite par Freud en 1923 comme résistance à la guérison par la psychanalyse. 

## Origine de la notion
Freud décrit certains patients qui ne supportent pas le progrès du traitement ou les paroles d'encouragement que l'analyste a cru bon, à un moment donné, de leur offrir, et qu'il réagissent à l'opposé de ce que l'on attendait. Cette réaction surgit quand il y a un réel progrès dans l'analyse et qu'on ne doit pas confondre avec les mouvements de progressions - régressions inhérents à toute analyse. La RTN (psychanalyse) est une réaction à un progrès qui, au lieu d'être vécu comme une satisfaction et un soulagement, est contradictoire. Freud explique cette réaction comme émanant du surmoi sadique, elle est liée à un sentiment inconscient de culpabilité et se trouve en outre associée au masochisme du moi. Le rôle de la culpabilité y est central. Plus tard il parlera de  besoin de punition qui lui renvoie au masochisme et au complexe d'Œdipe. J'ai par ailleurs exposé que dans le traitement analytique nous rencontrons des patients dont la conduite, s'opposant aux influences de la cure, nous force à leur attribuer un sentiment de culpabilité "inconscient". J'ai  indiqué là à quoi on reconnaît ces personnes (RTN (psychanalyse)), et même je n'ai pas caché que la force d'une telle motion signifie l'une des plus graves résistances et le plus grand danger pour le succès de nos visées médicales ou éducatives. La satisfaction de ce sentiment de culpabilité inconscient est peut-être le poste le plus considérable du bénéfice de la maladie - bénéfice en règle générale composé -, de la somme des forces qui se rebellent contre la guérison et ne veulent pas abandonner l'état de la maladie; la souffrance qu'implique la névrose est justement le facteur par lequel celle-ci devient précieuse pour la tendance masochiste 

## Effets dans la thérapie
La réaction thérapeutique négative peut avoir des effets sur la prise en charge et la perception du transfert négatif par les thérapeutes est un prédicateur particulièrement efficace du processus thérapeutique et du risque de drop-out. De nombreux patients risquent de mettre fin précocement à la thérapie dans de telles situations. En effet, la dimension transférentielle, en ce qu’elle vient rejouer quelque chose qui est de l’ordre de l’après-coup dans la relation thérapeutique, réactive les abandons du passé.